# 1921
1921 (MCMXXI) a fost un an obișnuit al calendarului gregorian, care a început într-o zi de sâmbătă.

## Evenimente

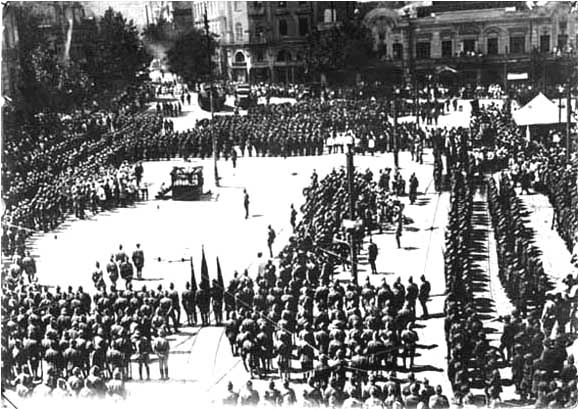
25 februarie: Armata Roșie defilează la Tbilisi.

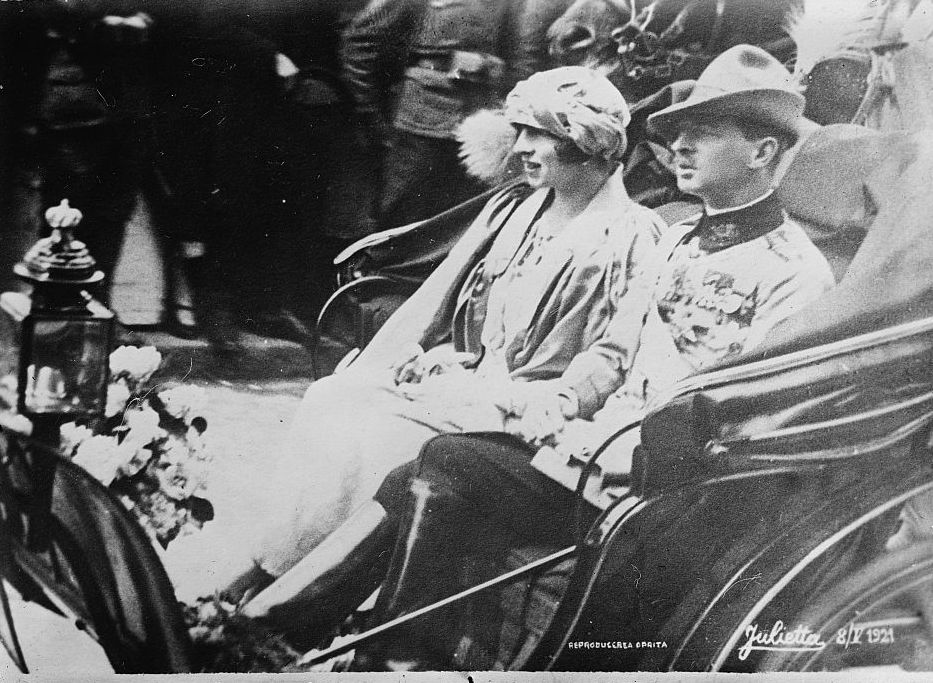
10 martie: Are loc căsătoria dintre Prințul moștenitor Carol și Prințesa Elena.

1 aprilie: Înființarea Operei Române din București.

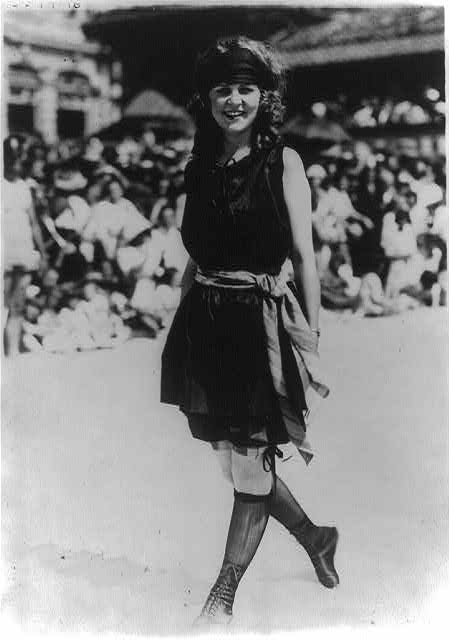
8 septembrie: Margaret Gorman, prima Miss America.

### Ianuarie
- 2 ianuarie: Întemeierea Partidului Comunist din Luxemburg.

### Februarie
- 21 februarie: Principesa Elisabeta a României, se căsătorește cu diadohul George al Greciei, care va deveni rege al Greciei în perioada 1921-1924 și de care va divorța în 1934.
- 25 februarie: Republica Democrată Georgia este ocupată de Rusia Bolșevică.

### Martie
- 4 martie: Warren G. Harding este investit ca cel de-al 29-lea președinte al Statelor Unite al Americii.
- 6 martie: Întemeierea Partidul Comunist Portughez.
- 7-17 martie: Rebeliunea din Kronstadt. Revoltă internă condusă de marinarii de la baza navală Kronstadt împotriva regimului sovietic din Rusia.
- 10 martie: Guvernul Averescu organizează festivitatea căsătoriei Prințului moștenitor Carol cu Prințesa Elena, fiica Regelui Constantin I al Greciei.
- 18 martie: A doua pace de la Riga dintre Polonia și Uniunea Sovietică sfârșește Războiul polono-sovietic. În ciuda succeselor poloneze, Rusia Bolșevică anexează Ucraina și Belarus.

### Aprilie
- 1 aprilie: Înființarea Operei Române din București.
- 4 aprilie: S-a înființat, la București, Institutul de seruri și vaccinuri "Dr. Ion Cantacuzino".
- 23 aprilie: Se semnează la București convenția de alianță defensivă româno-cehoslovacă, al doilea tratat în cadrul Micii Înțelegeri.

### Mai
- 8 mai: Pedeapsa cu moartea a fost abolită în Suedia.
- 8-12 mai: Se desfășoară la București Congresul Partidului Socialist. Delegații au votat transformarea Partidului Socialist în Partid Comunist (9 mai 1921-22 decembrie 1989), numit inițial Partidul Socialist-Comunist din România, și afilierea la Internațonala a III-a comunistă, fără condiții și rezerve.

### Iunie
- 7 iunie: Semnarea la Belgrad a pactului defesiv româno-iugoslav, care împreună cu convenția similară semnată cu Cehoslovacia, va constitui baza formării Micii Înțelegeri (se va destrăma la cotropirea Cehoslovaciei).

### Iulie
- 1 iulie: Întemeierea Partidului Comunist Chinez de către Mao Zedong ș.a.
- 1 iulie: România: Se adoptă prin lege un tarif vamal protecționist pentru economia românească.
- 11 iulie: Mongolia, cu ajutorul URSS, devine stat independent față de China, dar până în 1990 rămâne puternic dependentă de URSS.
- 16-23 iulie: A avut loc primul Congres al medicilor din România, prezidat de prof. dr. Ioan Cantacuzino.
- 17 iulie: Apare Legea pentru definitivarea refomei agrare în Vechiul Regat. La sfârșitul lunii va apărea Legea pentru definitivarea refomei agrare în Transilvania, Banat, Crișana și Maramureș. Guvernul Averescu a asigurat exproprierea a 6.125.000 ha, din care 3.998.753 ha teren arabil, respectiv 66% din suprafața stăpânită de marii moșieri. Suma destinată răscumpărării a fost de 15 miliarde lei.
- 29 iulie: Adolf Hitler devine liderul Partidului Naționalist German al Muncitorilor.

### August
- 26 august: Matthias Erzberger, fost ministru german de finanțe, este asasinat. Cei doi atentatori, membri ai Organisation Consul, se refugiază în Ungaria.

### Septembrie
- 8 septembrie: Margaret Gorman, în vârstă de 16 ani, câștigă concursul de frumusețe din Atlantic City și este declarată ulterior prima Miss America.

### Octombrie
- 25 octombrie: Se naște, la Castelul Peleș, Sinaia, Mihai, singurul copil al Prințului moștenitor Carol și a Prințesei Elena.

### Decembrie
- 13 decembrie: Demisia guvernului condus de generalul Alexandru Averescu și formarea guvernului condus de Take Ionescu.

### Nedatate
- Au loc primele concerte ale lui George Enescu în Timișoara.
- Echipa de fotbal "Chinezul" din Timișoara devine campioană a României la fotbal pentru 6 campionate consecutive.
- Se înființează Facultatea de Medicină Veterinară din București.

## Arte, știință, literatură și filozofie
- 25 ianuarie: A fost pusă în scenă lucrarea scriitorului ceh Karel Čapek „Rossumovi univerzální roboti” (Roboții universali ai lui Rossum), în care s-a folosit pentru prima dată termenul „robot”.
- 1 mai: A apărut, la Cluj și București, bilunar, apoi lunar, revista "Gândirea", publicație tradiționalistă care tindea să orienteze creația spre valorile autohtone; în paginile revistei au semnat mari scriitori precum Tudor Arghezi, Tudor Vianu, Călinescu, Eliade (directori: Cezar Petrescu la Cluj și Nichifor Crainic la București).
- 8 decembrie: Spectacolul inaugural al Operei Române din București cu opera Lohengrin de Richard Wagner (dirijor: George Enescu).
- 14 decembrie: Apare la București ziarul "Socialismul", ca organ al PCR, până în aprilie 1924 când este interzis.
- Debutul lui Mircea Eliade cu articolul Dușmanul viermelui de mătase în "Ziarul științelor populare și al călătoriilor". Era semnat Eliade Gh. Mircea.
- Premiera filmului Puștiul, primul film de lung metraj a lui Charlie Chaplin.
- Premiera piesei Șase personaje în căutarea unui autor a dramaturgului italian Luigi Pirandello.

## Nașteri

### Ianuarie
- 5 ianuarie: Jean, Mare Duce de Luxemburg (d. 2019)
- 18 ianuarie: Yoichiro Nambu, fizician american de etnie japoneză, laureat al Premiului Nobel (d. 2015)

### Februarie

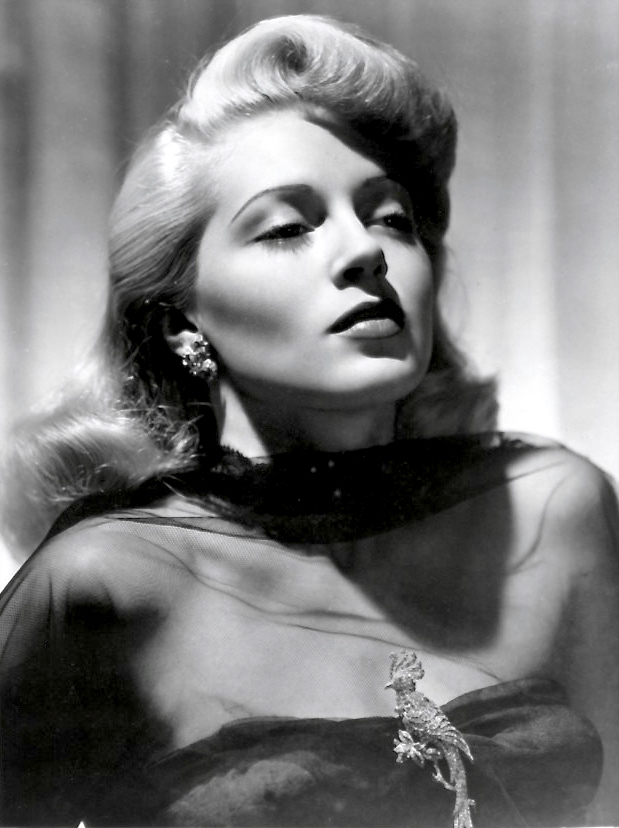
Lana Turner, actriță americană
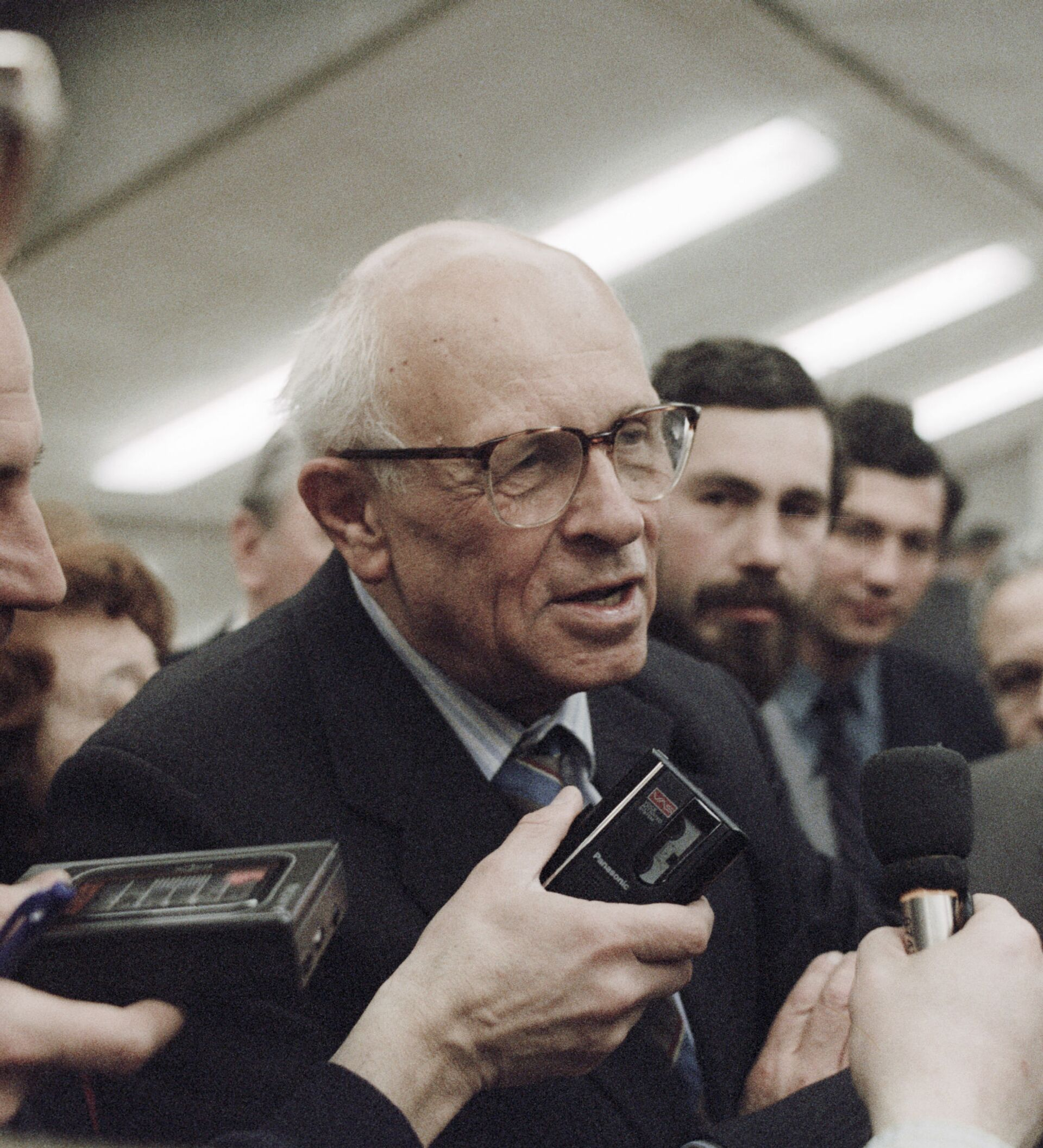
Andrei Saharov, fizician și disident rus
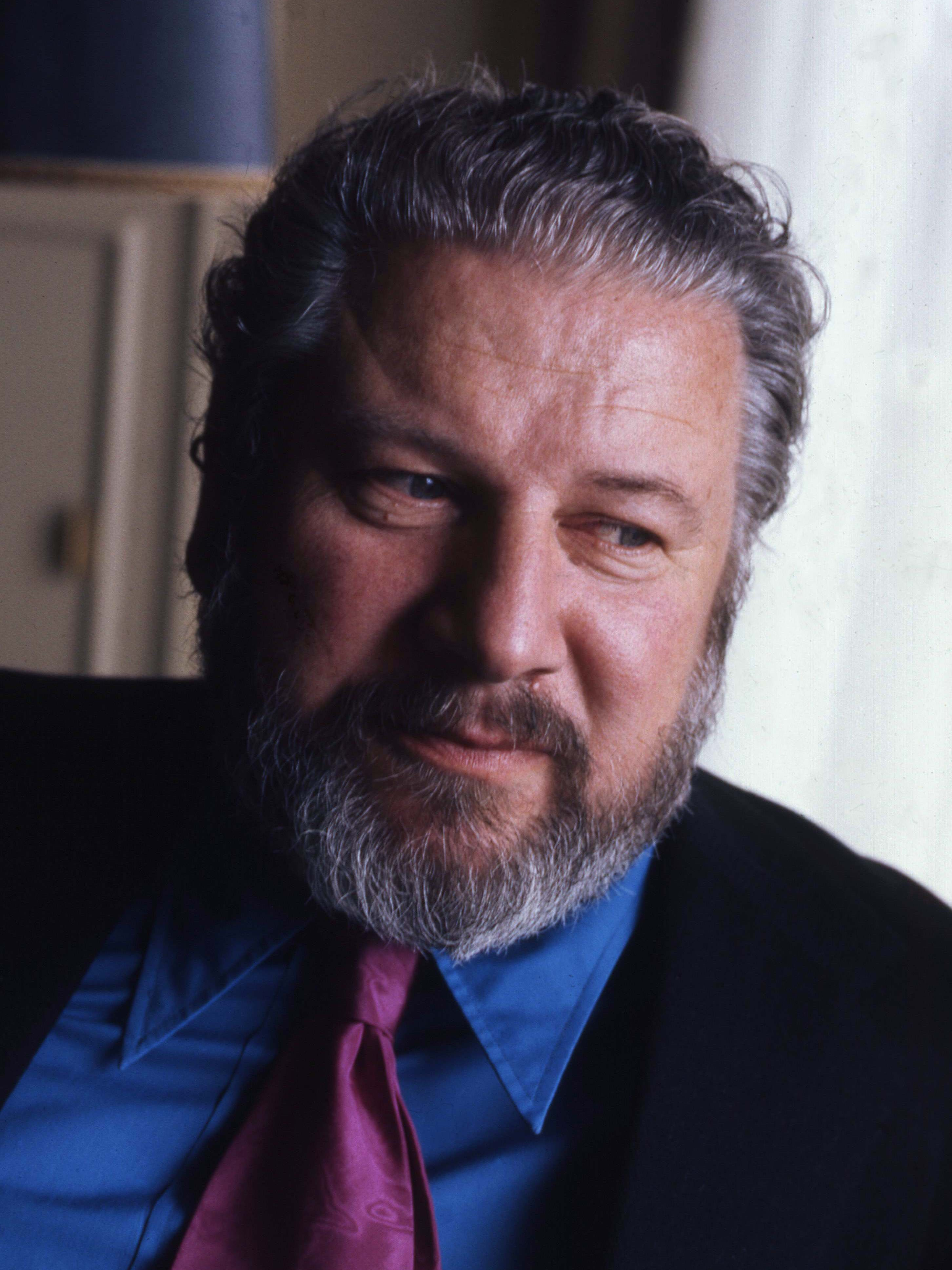
Peter Ustinov, actor britanic
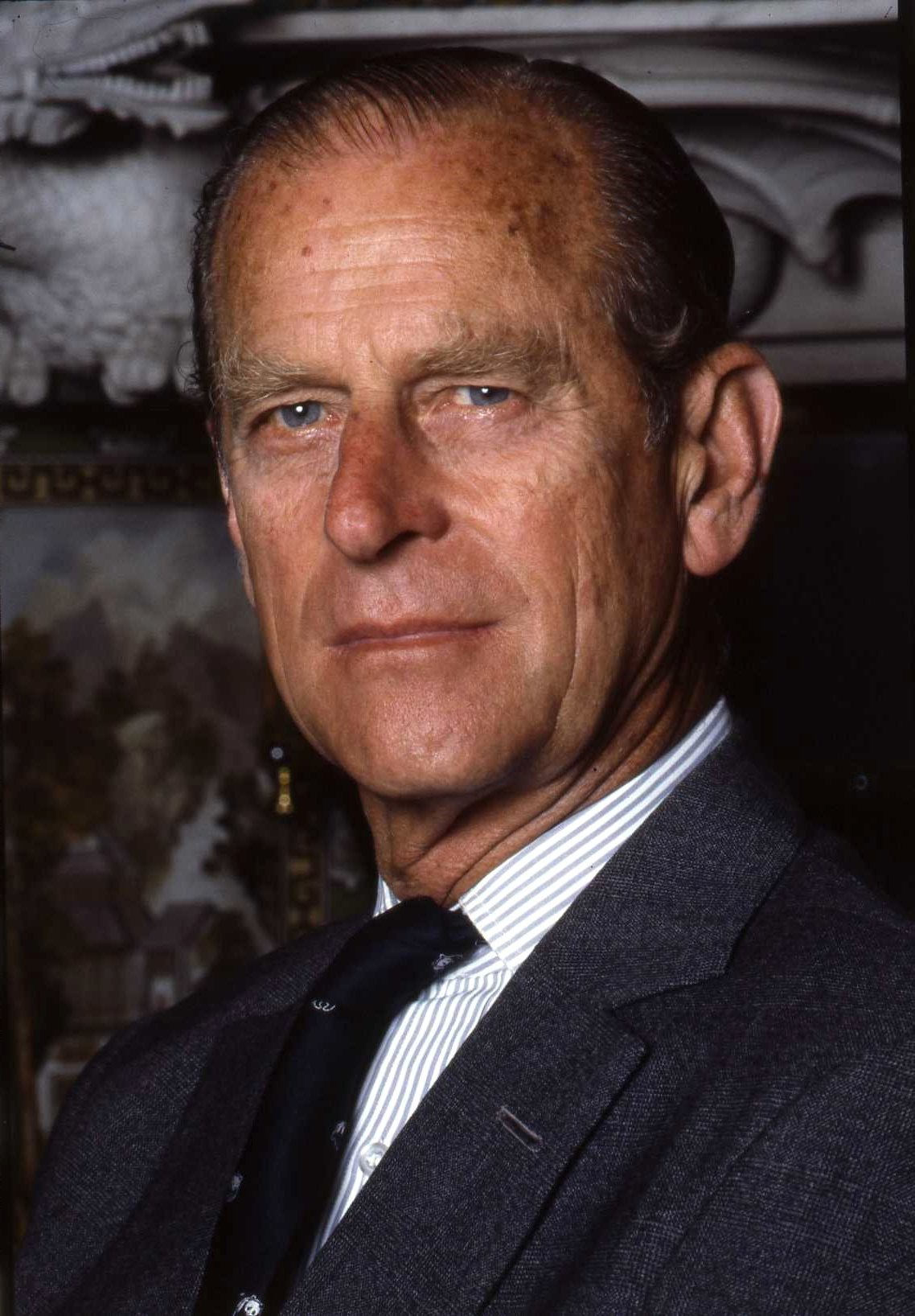
Prințul Philip, Duce de Edinburgh

- 8 februarie: Lana Turner (n. Julia Jean Turner), actriță americană de film (d. 1995)
- 15 februarie: Valeriu Emil Galan, prozator român (d. 1995)
- 21 februarie: John Rawls, filosof american (d. 2002)
- 22 februarie: Jean-Bedel Bokassa (aka Bokassa I), împărat al Republicii Centrafricane (1976-1979), (d. 1996)
- 22 februarie: Giulietta Masina, actriță italiană de film (d. 1994)

### Martie
- 10 martie: Arta Florescu, solistă de operă și profesoară română de canto (d. 1998)
- 12 martie: Joe Fagan, fotbalist și antrenor englez (d. 2001)
- 16 martie: Constantin Oprișan, poet și eseist român (d. 1958)
- 18 martie: Bartolomeu Anania (n. Valeriu Anania), scriitor și cleric ortodox român (d. 2011)
- 21 martie: Vasili Stalin, fiul lui Iosif Stalin (d. 1962)
- 24 martie: Traian Coșovei, prozator și poet român (d. 1993)
- 25 martie: Alexandra a Iugoslaviei, soția regelui Petru al II-lea al Iugoslaviei (d. 1993)
- 25 martie: Simone Signoret (n. Simone Kaminker), actriță franceză de film (d. 1985)

### Aprilie
- 16 aprilie: Peter Ustinov (n. Peter Alexander Freiherr von Ustinov), actor și regizor englez de film (d. 2004)
- 25 aprilie: Karel Appel, artist plastic neerlandez (d. 2006)

### Mai
- 1 mai: Vladimir Colin, scriitor român de literatură SF și fantasy (d. 1991)
- 2 mai: Satyajit Ray, regizor indian (d. 1992)
- 3 mai: Sugar Ray Robinson (n. Walter Smith, jr.), boxer american (d. 1989)
- 20 mai: Wolfgang Borchert, scriitor german (d. 1947)
- 21 mai: Andrei Saharov, fizician și disident rus (d. 1989)

### Iunie
- 10 iunie: Prințul Philip, Duce de Edinburgh, soțul reginei Elisabeta a II-a (d. 2021)
- 27 iunie: Temistocle Popa (n. Mistocli Popa), compozitor român (d. 2013)
- 29 iunie: Frédéric Dard, scriitor francez de romane polițiste (d. 2000)

### Iulie

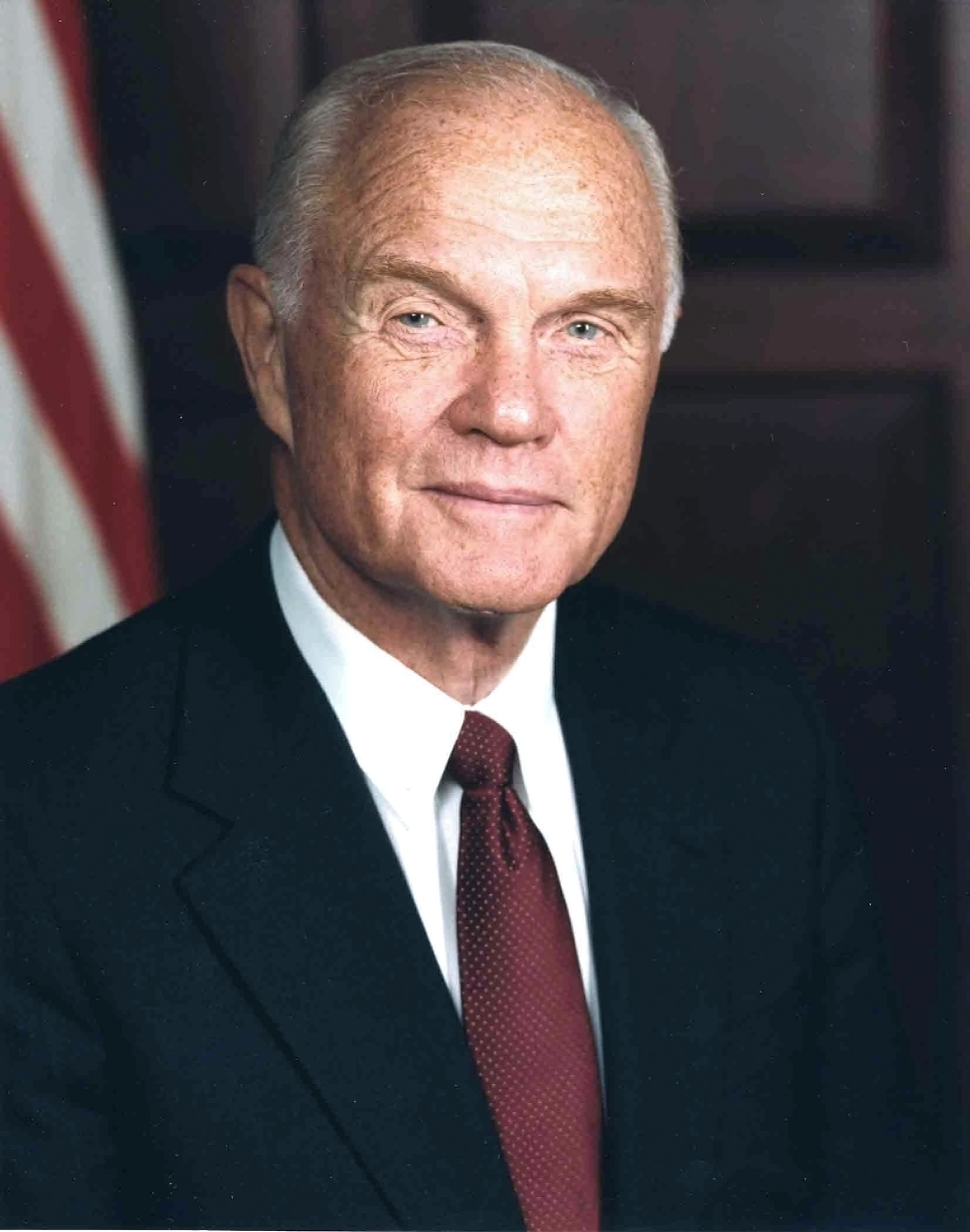
John Glenn, astronaut și senator american
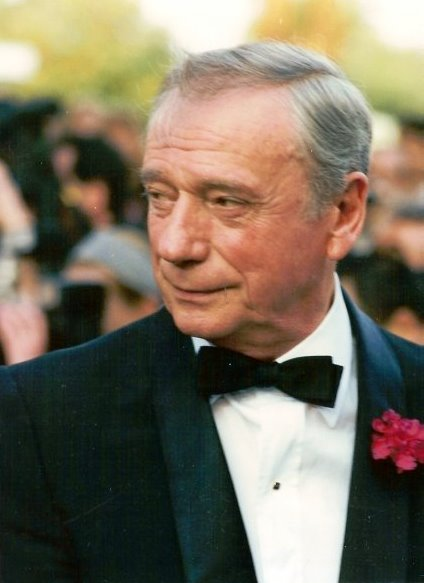
Yves Montand, cântăreț și actor francez
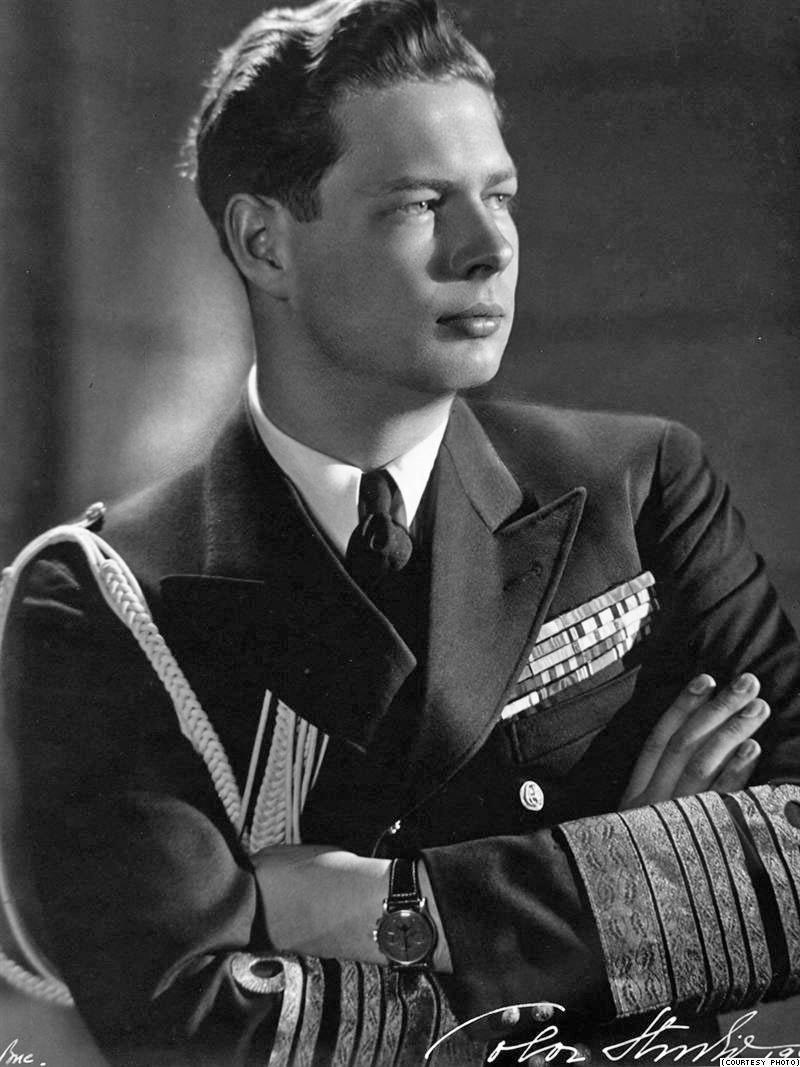
Regele Mihai I al României
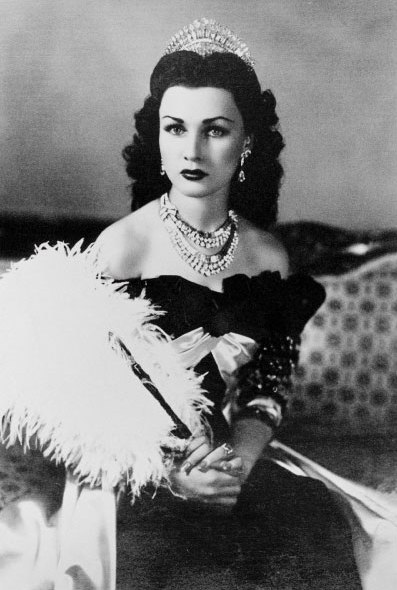
Prințesa Fawzia a Egiptului

- 6 iulie: Nancy Reagan (n. Nancy Davis), soția președintelui american Ronald Reagan (d. 2016)
- 10 iulie: Jake LaMotta (n. Giacobbe LaMotta), campion american de box la categoria mijlocie (d. 2017)
- 18 iulie: John Herschel Glenn, astronaut și senator american (d. 2016)
- 27 iulie: Eugen Coșeriu (aka Eugenio Coseriu), lingvist român (d. 2002)

### August
- 16 august: Ovid S. Crohmălniceanu (n. Moise Cohn), critic literar român de etnie evreiască (d. 2000)
- 19 august: Gene Roddenberry, regizor, producător de film și creatorul serialului de televiziune Star Trek (d. 1991)

### Septembrie
- 5 septembrie: Adrian Marino, critic, istoric și teoretician literar român (d. 2005)
- 30 septembrie: Deborah Kerr, actriță britanică de film și teatru (d. 2007)

### Octombrie
- 1 octombrie: Angelo Niculescu, fotbalist și antrenor român (d. 2015)
- 13 octombrie: Yves Montand, cântăreț și actor francez de film (d. 1991)
- 25 octombrie: Mihai I, rege al României (1927-1930; 1940-1947), (d. 2017)

### Noiembrie
- 3 noiembrie: Charles Bronson (n. Charles Dennis Buchinsky), actor american de film (d. 2003)
- 5 noiembrie: Prințesa Fawzia a Egiptului (n. Fawzia Fuad), prima soție a șahului Mohammad Reza Pahlavi (d. 2013)
- 19 noiembrie: Dinu Pillat, scriitor român (d. 1975)

## Decese
- 22 februarie: Ernst Gunther, Duce de Schleswig-Holstein, 57 ani (n. 1863)
- 24 februarie: Gustav Killian, 60 ani, medic german (n. 1860)
- 1 martie: Nikola I al Muntenegrului (n. Nikola I Mirkov Petrović-Njegoš), 79 ani, rege al Muntenegru (1910-1918), (n. 1841)
- 17 martie: Nikolai Egorovici Jukovski, 74 ani, matematician rus (n. 1847)
- 23 martie: Jean-Paul Laurens, 82 ani, pictor și sculptor francez (n. 1838)
- 11 aprilie: Augusta Viktoria de Schleswig-Holstein (n. Auguste Viktoria Friederike Luise Feodora Jenny de Schleswig-Holstein-Sonderburg-Augustenburg), 62 ani, prima soție a împăratului Wilhelm al II-lea al Germaniei (n. 1859)
- 7 iunie: Luca Caragiale (aka Luchi), 27 ani, scriitor și traducător român, fiul lui I. L. Caragiale (n. 1893)

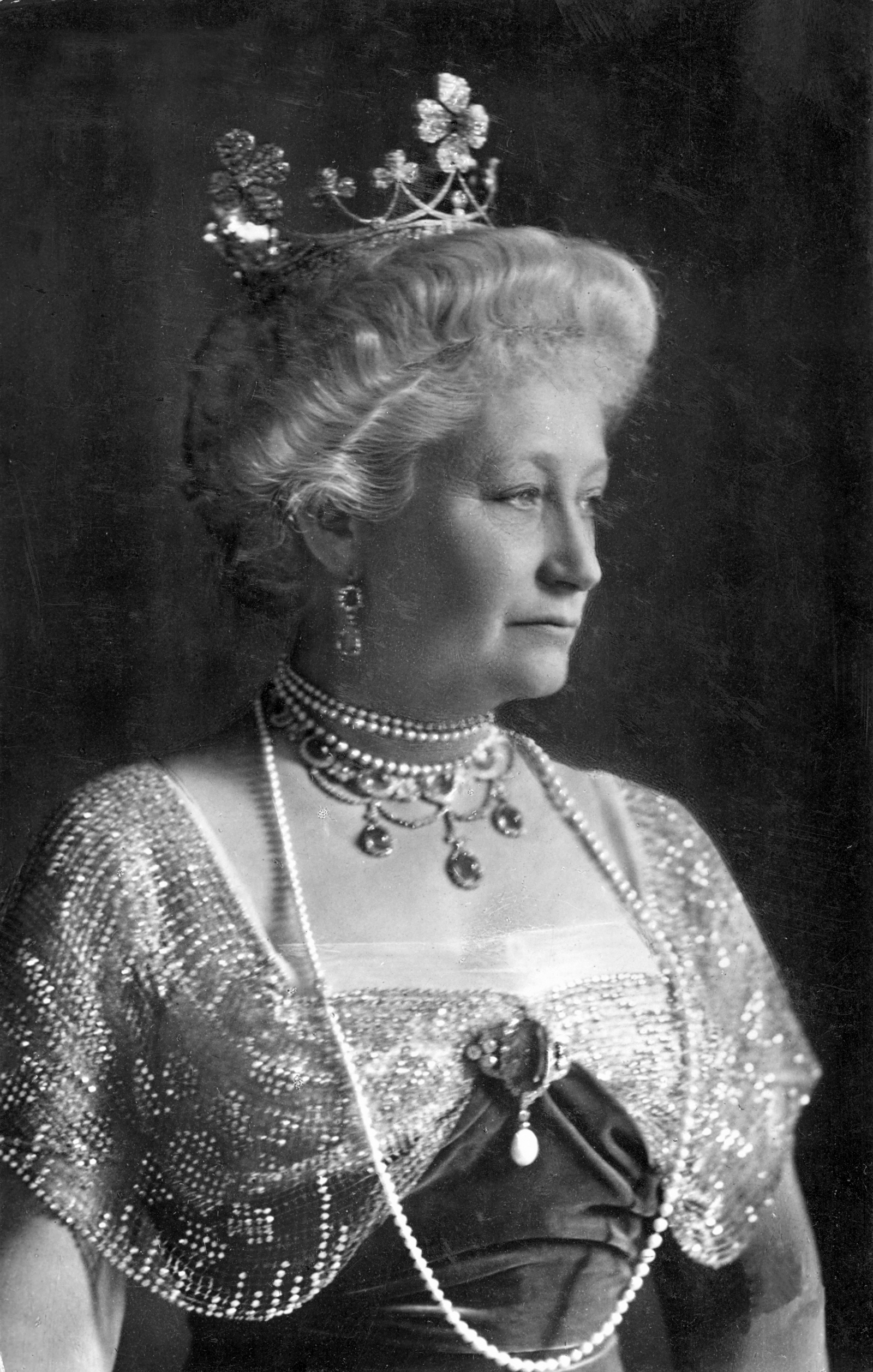
Împărăteasa Augusta, soția împăratului Wilhelm al II-lea al Germaniei
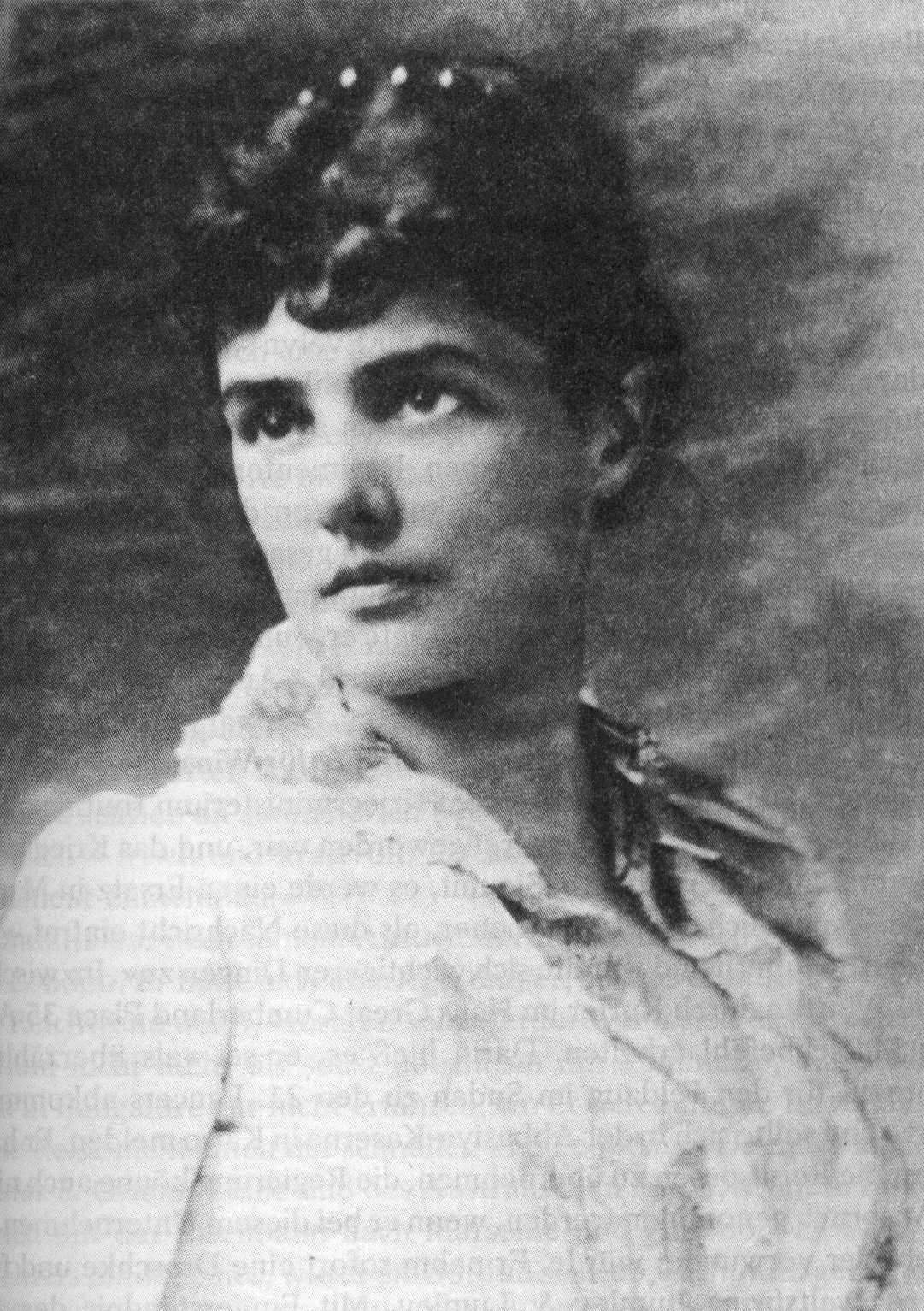
Lady Randolph Churchill, mama lui Winston Churchill
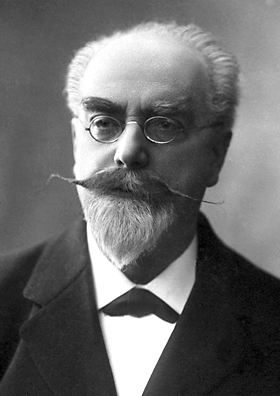
Gabriel Lippmann, fizician francez, laureat Nobel
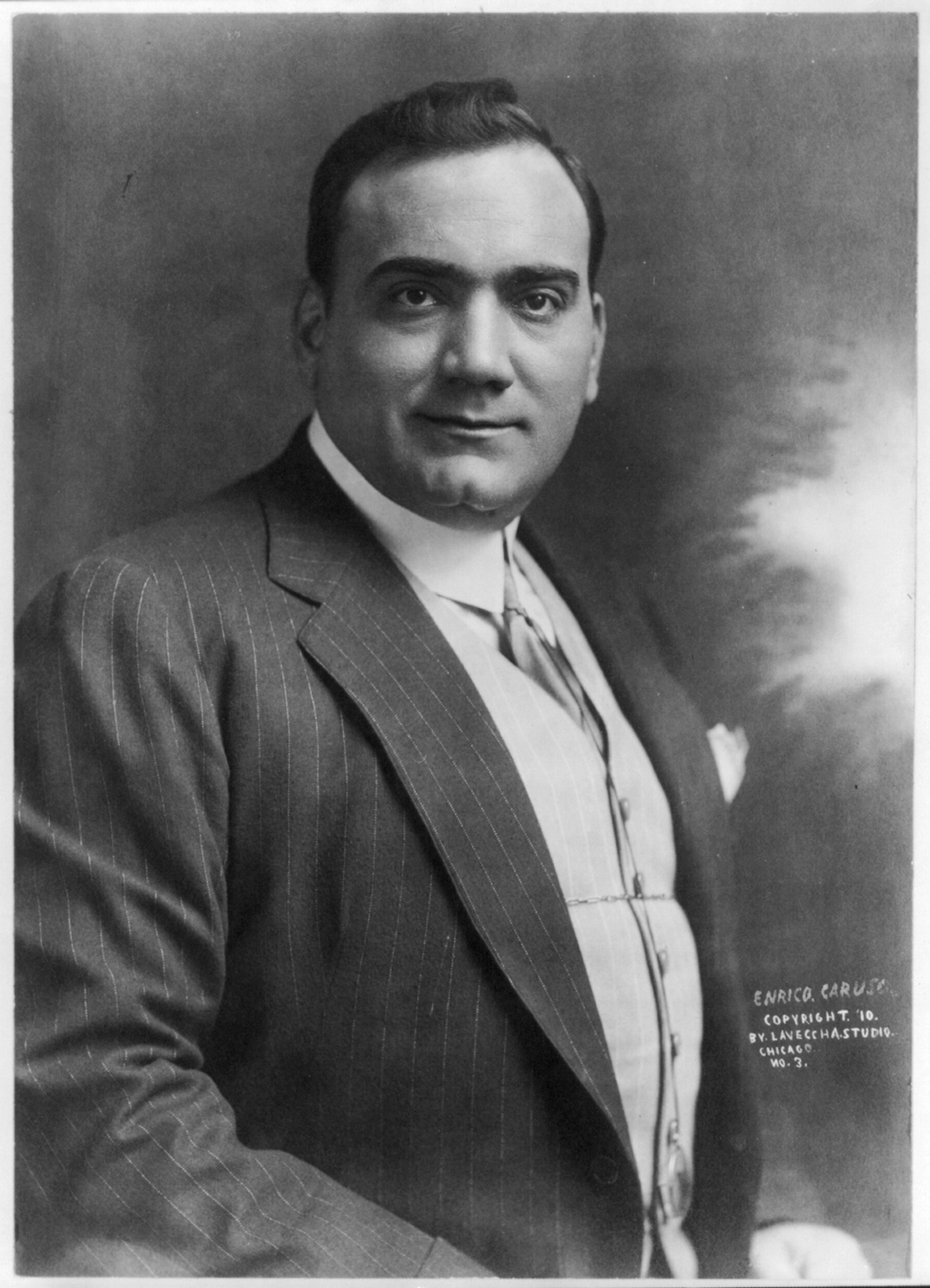
Enrico Caruso, tenor italian

- 18 iunie: Eduardo Acevedo Díaz, 70 ani, prozator, politician și jurnalist uruguayan (n. 1851)
- 29 iunie: Lady Randolph Churchill (n. Jeanette Jerome), 67 ani, mama lui Winston Churchill (n. 1854)
- 3 iulie: Prințul Philipp de Saxa-Coburg și Gotha (n. Ferdinand Philipp Maria August Raphael), 77 ani (n. 1844)
- 13 iulie: Gabriel Lippmann (n. Gabriel Jonas Lippmann), 75 ani, fizician francez, laureat al Premiului Nobel (1908), (n. 1845)
- 21 iulie: Leon C. Cosmovici, 64 ani, biolog român (n. 1857)
- 2 august: Enrico Caruso, 48 ani, tenor italian (n. 1873)
- 8 august: Juhani Aho (n. Johannes Brofeldt), 59 ani, scriitor finlandez (n. 1861)
- 15 august: Tomás Morales (Tomás Morales Castellano), 36 ani, poet spaniol și om politic (n. 1884)
- 11 septembrie: Prințul Louis de Battenberg (n. Louis Alexander Mountbatten), 67 ani (n. 1854)
- 27 septembrie: Engelbert Humperdinck, 67 ani, compozitor german (n. 1854)
- 2 octombrie: Regele Wilhelm al II-lea de Württemberg (n. Wilhelm Karl Paul Heinrich Friedrich), 73 ani (n. 1848)
- 18 octombrie: Regele Ludwig al III-lea al Bavariei (n. Ludwig Luitpold Josef Maria Aloys Alfried), 76 ani (n. 1845)
- 8 noiembrie: Pavol Országh Hviezdoslav, 72 ani, scriitor și traducător slovac (n. 1849)
- 14 noiembrie: Isabel, Prințesă Imperială a Braziliei (n. Isabel Cristina Leopoldina Augusta Micaela Gabriela Rafaela Gonzaga), 75 ani (n. 1846)
- 30 noiembrie: Hermann Amandus Schwarz (Karl Hermann Amandus Schwarz), 78 ani, matematician german (n. 1843)
- 16 decembrie: Camille Saint-Saëns, 86 ani, compozitor francez (n. 1835)

## Premii Nobel
- Fizică: Albert Einstein (Elveția)
- Chimie: Frederick Soddy (Regatul Unit)
- Medicină: Premiul în bani a fost alocat Fondului Special aferent acestei categorii
- Literatură: Anatole France (Franța)
- Pace: Karl Hjalmar Branting (Suedia), Christian Lous Lange (Norvegia)